# 라일리 웨스턴

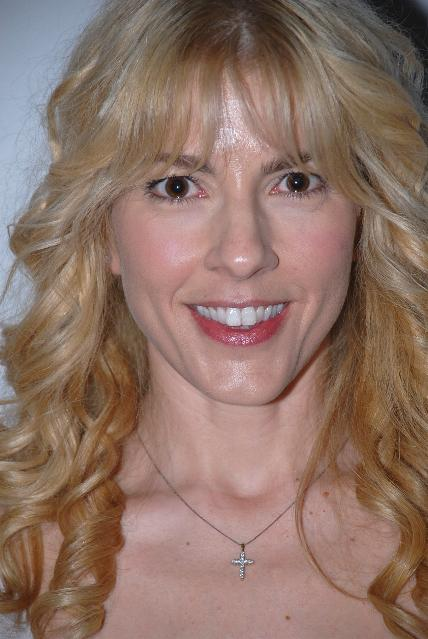

라일리 웨스턴(Riley Weston, 1966년 ~ )은 미국의 배우, 텔레비전 배우, 영화배우이다.
포킵시에서 태어났다.

## 영화
- 내니 익스프레스 (2008년)
- 펠리시티 (1998년)
- 시스터 액트 2 (1993년)